# Arabidopsis croatica
Arabidopsis croatica là một loài thực vật có hoa trong họ Cải. Loài này được (Schott) O'Kane & Al-Shehbaz mô tả khoa học đầu tiên năm 1997.